# Gian Battista Carrer

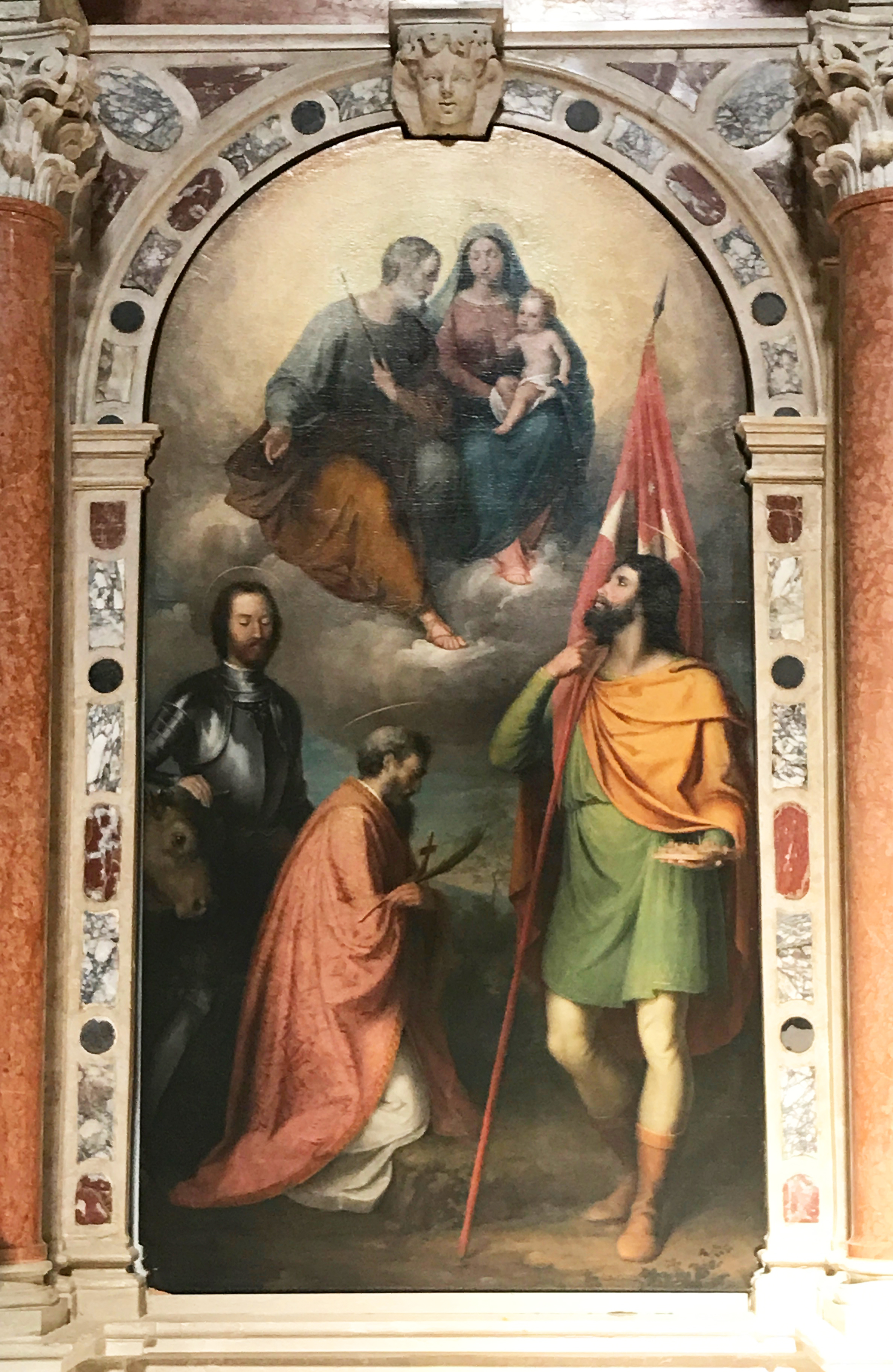
Pala d'altare Cappella di Scorzè

Gian Battista Carrer (Cavalier di Gorgo al Monticano, 1800 – Venezia, 1868) è stato un pittore italiano.

## Biografia
Fu allievo di Michelangelo Grigoletti presso l'Accademia di belle arti di Venezia. Le sue opere pittoriche riguardano soprattutto l'arte sacra, in particolare soffitti e pale d'altare situate nel territorio della Marca trevigiana, in particolare a Postioma di Paese, San Trovaso di Preganziol, Campocroce di Mogliano Veneto, Monigo di Treviso e Cappella. Sua anche una pala conservata nella chiesa di Sant'Andrea in Riva, in centro a Treviso.